# سیلوا یوزباشیان
سیلوا هامبارتسومی یوزباشیان (ارمنی: Սիլվա Համբարձումի Յուզբաշյան زاده ۱۰ ژوئن ۱۹۵۴) یک بازیگر و تک‌خوان اهل ارمنستان است. وی از سال میلادی تاکنون مشغول فعالیت بوده است.

## زندگی‌نامه
وی در ۱۰ ژوئن ۱۹۵۴ در لنیناکان به دنیا آمد و از آکادمی دولتی هنرهای زیبای ارمنستان (۱۹۷۵) فارغ‌التحصیل شد. وی در تالار آکادمی ملی اپرا و باله آلکساندر اسپنداریان، های‌فیلارمونیک و رادیوی عمومی ارمنستان فعالیت نموده است. وی همچنین برندهٔ جوایزی همچون هنرمند افتخاری جمهوری ارمنستان (۲۰۰۸)، مدال طلای وزارت فرهنگ جمهوری ارمنستان (۲۰۰۷) مدال یادبود گریگور نارکاتسی (۲۰۱۶)، مدال هامو ساهیان (۲۰۱۴) و مدال ویلیام سارویان وزارت دیاسپورای ارمنستان (۲۰۱۱) شده است.

## یادداشت
1. ↑  ասմունքող